# Inongo-vi-Makomè
Inongo-vi-Makomè (ur. 1948) – kameruński pisarz, dramaturg i gawędziarz tworzący w języku hiszpańskim.
Należy do grupy etnicznej Batanga. Urodził się w Lobé-Kribi na południu Kamerunu, wszakże już jako nastolatek wraz z rodzicami przeniósł się do Gwinei Równikowej. W tym kraju też zetknął się z kastylijskim, językiem, który później stał się jego tworzywem literackim. W kolejnych latach wyemigrował do Hiszpanii, gdzie studiował medycynę (początkowo w Walencji, następnie zaś w Barcelonie) i ostatecznie osiadł na stałe. Porzucił karierę medyczną poświęcając się działalności literackiej.
Jest autorem szeregu książek, głównie powieści (Rebeldía,  Nativas, Mam’ Enying! Cosas de la vida) zbiorów krótkich form prozatorskich oraz sztuk teatralnych, w tym nagradzanej Muna Anyambe. Ponadto opublikował España y los negros africanos (1990), La emigración negroafricana: tragedia y esperanza (2000) i Población negra en Europa. Segunda generación, nacionales de ninguna nación (2002). Opublikował również książkę dla dzieci Akongo y Belinga (2006). Gawędziarz, występował w tym charakterze w wielu miejscach w Hiszpanii, a także we Francji, Brazylii, Wielkiej Brytanii i Włoszech. Wskazuje się, że w tym charakterze Makomè jest częścią szerszego trendu zmierzającego do rewitalizacji twórczości oralnej. Wszystkie jego prace zdradzają silny wpływ tradycji ustnej Afryki subsaharyjskiej.
Współpracuje z rozmaitymi tytułami prasowymi, między innymi z „La Vanguardią”, „El País” i „El Periódico de Cataluña”, mieszka w Barcelonie. Część jego dorobku była tłumaczona na baskijski oraz na angielski.